# وارادین
وارادین (به صربی: Varadin) یک منطقهٔ مسکونی در صربستان است که در مدوجا واقع شده‌است. وارادین ۴۵ نفر جمعیت دارد.